# Šchuchinsk
Šchuchinsk (in kazako Щучинск) è un centro abitato del Kazakistan, situato nella Regione di Aqmola.